# Slim Tlatli
Slim Tlatli, né le 6 avril 1951, est un haut fonctionnaire et homme politique tunisien. Il est secrétaire d'État chargé de la Mise à niveau touristique entre 2005 et 2008, ministre de l'Emploi et de l'Insertion professionnelle des jeunes entre 2008 et 2010 puis ministre du Tourisme entre 2010 et 2011.

## Biographie

### Jeunesse et études
Slim Tlatli étudie à la faculté des sciences de Tunis, où il obtient une licence de mathématiques, puis à l'université et l'Institut d'administration des entreprises de Grenoble, où il obtient respectivement une maîtrise en mathématiques et un master.

### Carrière professionnelle
En 1976, il devient assistant en méthodes quantitative à l'Institut supérieur de gestion de Tunis puis consultant auprès de l'Organisation des Nations unies pour le développement industriel, de l'Agence des États-Unis pour le développement international et des gouvernements de l'Algérie, de la Jordanie et de l'Égypte.
Il devient directeur général du bureau de mise à niveau au ministère de l'Industrie en 1995 puis, en octobre 2002, directeur exécutif du programme européen pour la modernisation industrielle en Égypte.

### Carrière politique
En 1997, et ce jusqu'en 2000, Slim Tlatli préside la commission économique au sein du Conseil économique et social. Entre août 2005 et août 2008, il est secrétaire d'État auprès du ministre du Tourisme chargé de la Mise à niveau touristique. En novembre de la même année, il devient conseiller principal auprès de la présidence de la République. Il est également nommé président de la Commission supérieure des grands projets. Entre août 2008 et janvier 2010, il est ministre de l'Emploi et de l'Insertion professionnelle des jeunes.
Entre janvier 2010 et janvier 2011, il est ministre du Tourisme. Après la révolution de 2011, il est empêché, en août de cette année, de quitter la Tunisie, alors qu'il s'apprêtait à gagner Istanbul avec son épouse. Cette situation d'interdiction de voyager est rapidement levée et Slim Tlatli est depuis libre de ses mouvements[réf. nécessaire].
En 2014, il devient membre du bureau exécutif et premier-vice président du comité d'orientation scientifique du Cercle Kheireddine, un think tank traitant de sujets économiques, financiers et sociaux.

## Vie privée
Slim Tlatli est marié et père de deux enfants.

## Décoration
- Officier de l'ordre de la République[1]